# キリスト教の歴史
キリスト教の歴史（キリストきょうのれきし）では、キリスト教の歴史を概説する。
キリスト教とは何か、聖典である『聖書』の範囲がどこまでかは、「キリスト教」を名乗る教団の中でも定義は確実に定めることができている。そこで本項では、キリスト教を自称する教派・教団を網羅的に取り扱うものとし、紀元後1世紀前半からはじまるその歴史を概説する。

## 概略
紀元1世紀中頃、イエスの死後に起こった弟子の運動（初期キリスト教運動）が、キリスト教の直接的な起源である。キリスト教の教義はユダヤ教の律法を基礎としたイエスや使徒の言行から発展した。理論的発展を基礎付けたのはパウロ書簡およびヨハネによる福音書である。
『新約聖書』のほか、ユダヤ教の聖典でもある『旧約聖書』を教典とする。新約聖書の大枠は、4世紀ごろ確立されたが、旧約聖書の範囲は教派により異なる。一般に旧約聖書と新約聖書のみを聖典とする宗教をキリスト教とみなすが、まれにこの両者と同等ないしそれ以上の価値をもつとされる文書を使用し、かつキリスト教を名乗る宗教も存在する。
現在、キリスト教の教派はおもにギリシャなど東地中海沿岸諸国およびロシア、米国に広まる正教会、ローマ教皇を中心とするカトリック教会、カトリック教会に対する宗教改革から発生したプロテスタントの諸教派がある。ほかにも、エチオピア・エジプト・イラク・シリア・アルメニア・インドなどにまたがって信者を有し、その地方では無視できない信徒人口をもつ東方諸教会と呼ばれる教派もある。

### 諸教派の系統図

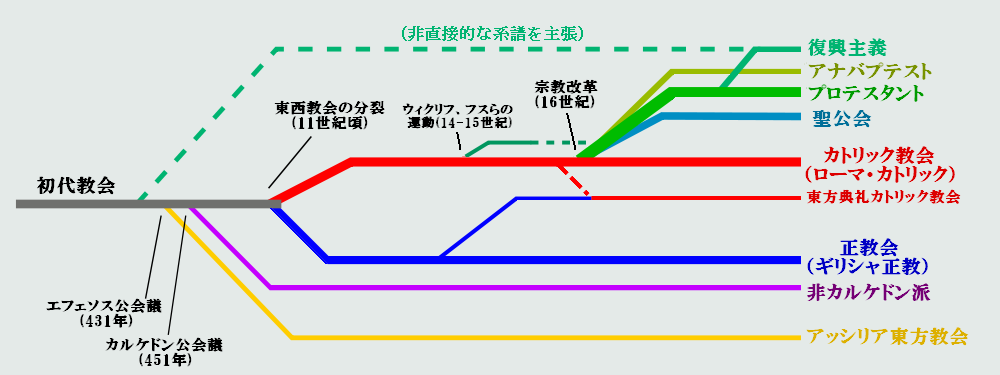
キリスト教諸教派の成立の概略を表す樹形図。更に細かい分類方法と経緯があり、この図はあくまで概略である。

## 古代

### 初代教会あるいは原始キリスト教
十二使徒はイエス・キリストによって使徒として任命されていたと聖書に書かれてあり、教会の信仰、立場、伝承は、自らの始点の一つをエルサレム教会での「聖霊降臨」におく。これがキリスト教の立場である。
批判的学者の立場をとれば、「キリスト教」の発生時を決定するのは難しい。今日の学問は、イエス自身ユダヤ教と分離する意識はなかったと想定している。イエスはキリスト教の基盤を用意した人物であり、教会の直接の起源は、イエスの死後、その復活を目撃したとされる使徒の下に集った共同体と推定される。聖書に批評的な立場の学問では、初期の教団がどの時点でユダヤ教と独立な宗教としての「キリスト教」の自覚をもった時点について、多くの者はエルサレム神殿崩壊の後と推定する。当時はイエス自身の活動も含めて、ユダヤ教の一派とみなされていたと推定され、この見地から、当時の教会を「ユダヤ教ナザレ派」と呼ぶこともある。この最初期にすでに複数のキリスト教集団が存在していたことが、パウロ書簡などから確認できる。そこで指導的立場にあったのは、イエスの直接の弟子と親族を指導者として形成されたエルサレム教会であった。

### エルサレム教会とアンティオキア教会
批評的な学者は、エルサレム教会とアンティオキア教会が「対立」していたと主張する。エルサレム教会は、禁欲主義の下に財産を共有して生活をする一種の修道的な教団で、布教活動、ましてエルサレムを離れての活動には積極的でなかったと推測される。しかし、ユダヤ教主流派による迫害を契機に各地に離散したヘレニスト（ヘレニスタイ：ギリシア語使用者）が精力的な伝道を展開し、ユダヤ人のみならず異邦人の改宗者が多数加わり、アンティオキア教会が設立されて、一定の力を持ち始めるようになると、エルサレム教会側も黙っては見過ごせず、対外的な活動を余儀なくされたと思われる。批評的な学者は、かならずしもヘレニストではないと思われる新約聖書筆者もギリシア語で著述しているのはこのためであると主張している。
当初エルサレム教会の最高指導者であったペトロは、他の使徒とともに逮捕された。代わりに指導者になったのが、イエスの兄弟または親戚と考えられている「主の兄弟」ヤコブである。

### イエスの兄弟ヤコブの仲介と管区の分割
批評的な学者の主張によれば、イエスの兄弟ヤコブはキリスト教共同体の最長老格として、エルサレムで使徒会議を主宰し、異邦人への文化適合を重視するアンティオキア教会と、律法の厳格な遵守を重視するエルサレム教会の間の激しい対立を仲介し、妥協案を提示して解決を図った。その内容は、異邦人改宗者は「しめ殺した動物、血、偶像礼拝、不品行」を忌避すれば、割礼を含む他の律法の遵守は免除されるというものである。
この妥協案成立以降、エルサレム教会とアンティオキア教会はそれぞれ別個に管区を設置し、相手の管区に対しては干渉や越権行為を行わないこととした。パウロの用語で「自分の割り当てられた範囲内で誇る」と言われる管区の独立性と自治性は、その後設置されたアレクサンドリア、コンスタンティノープル、ローマの各管区の在り方を基礎付ける原則となり、さらに、古代教会における教区裁治権の前提となった。正教会では今もこの主教区の自治と独立を互いに尊重保持している。

### ユダヤ教からのキリスト教の自立
紀元60年代のヤコブの処刑、続くペトロやパウロの刑死、さらに第一次ユダヤ戦争（66-70年）の結果としてエルサレム神殿が崩壊した後で、（現在のユダヤ教主流派に近い）ファリサイ派がヤムニア会議で、ヘブライ語にルーツを持つもののみを聖典とすることが決定され、ギリシア語の七十人訳聖書はキリスト教徒にとってはこれも（旧約）聖書正典の一つとされるのに対し、ユダヤ教では「外典」となり、完全に袂をわかつことになった。ここにおいてユダヤ教とキリスト教の信条の相違は決定的となる。これ以降「キリスト教」としての歴史が始まったといえる。

### エルサレム教会の没落と福音書の出現
ユダヤ戦争以前に、すでにキリスト教は「ヘレニスト」によってユダヤに隣接するサマリアを初めとする地中海沿岸の諸地方へも布教され、各地で教会が設置されていた。これら各地での信仰はエルサレム教会側からみれば逸脱に当たるものもあり、一部はパウロによって軌道修正されたようである。
ユダヤ戦争以後は、キリスト教内のユダヤ教徒は多くが離脱し、またエルサレム教会の権威が失墜する中で、ギリシア語圏のユダヤ人や非ユダヤ人が新たな担い手となった。それがどのような過程を経て、4世紀頃に見られる古代教会組織に至るかの詳細は史料不足のため不明である。現在の教会組織と役職および称号が固定するのは6世紀である。
新約聖書学者の多くは共観福音書、ヨハネによる福音書、ヨハネの黙示録、公同書簡の成立をユダヤ戦争以降に見ているが、これには異論もある。

### 帝国内部への信仰拡散と迫害殉教
さらにキリスト教がディアスポラを通じてローマ帝国内に広まっていくと、ローマ帝国政府当局により迫害を受け、多くの殉教者を出した。これにはローマ帝国が元々多神教国家であった事や東方の影響によって発生した皇帝崇拝にキリスト教徒が従わなかったことなどいくつかの理由がある。特にネロ、ドミティアヌス、デキウス、ディオクレティアヌスといった皇帝のもとで迫害が行われたとされるが、ディオクレティアヌスによる迫害を除いてあまり大規模なものではなく、そのディオクレティアヌスによる迫害でさえそれほど大規模であったかは疑問とされる。迫害事例の地理的広がりから、2世紀末には、ローマ帝国全域に教会は組織を広げていたと推測される。また3世紀にはエジプトから砂漠での隠修修道が広まり、独居あるいは集団で荒野で修道生活を行う者（修道者）が多数出た。
1世紀後半から2世紀までの教会内文献（使徒的教父文書）などからの推測によると、この頃、エルサレムのヘブライスト（ユダヤ系）教会と、シリアやエジプトのヘレニスト（ギリシア系）教会とで異なる文化圏の教会が形成されていたが、使徒たちがそれぞれの文化圏を認めていた。カトリック教会によれば、ヘブライスト教会は使徒（司教）と長老（司祭）、ヘレニスト教会は監督（司教）と執事（助祭）と、組織体型（ヒエラルキ）が異なった特徴を持っており、やがて全土の教会において司教、司祭、助祭というヒエラルキが普及するようになる。

### ミラノ勅令による公認
数次にわたる迫害にもかかわらずキリスト教の広まりは衰えることなく、4世紀にはキリスト教を公認する国が現れるようになった。アルメニアでは開明者グレゴリオスによって国王ティリダテス3世がキリスト教に改宗し、アルメニア王国は303年頃に世界で初めて国家としてキリスト教を受容した。350年にはアクスム王国（現在のエチオピア）が国教化された。
ローマ帝国ではディオクレティアヌス帝による大迫害を継続したガレリウス帝が死を前にして311年に寛容令を出し、313年コンスタンティヌス1世とリキニウス帝によるいわゆるミラノ勅令によって、他の全ての宗教と共に公認された。その後もユリアヌス帝などの抑圧を受けたが、テオドシウス帝は380年にキリスト教をローマ帝国の国教と宣言した。さらに392年に帝国内でのキリスト教以外の宗教およびキリスト教の異端の信仰が禁止され、ローマ帝国唯一の国教としてのキリスト教の地位が確立した。
コンスタンティヌス帝はキリスト教公認後の321年に日曜日強制休業令を出した。これによってキリストの復活を記念して祝う日曜日がローマ帝国の定める休日となった。
非公認の宗教としてローマ帝国や民衆から間歇的に迫害されて来たキリスト教は、こうしてその立場が逆転し、国家に保護される側になった。

### 神学論争勃発と頻繁な公会議開催
古代の神学の中心は主に東方のギリシア教父によるものであった。アレクサンドリアのオリゲネス、アタナシウス、カッパドキアの三教父のバシリウス、ナジアンゾスのグレゴリオス、ニュッサのグレゴリオスなどである。西方では、ラテン教父のテルトゥリアヌス、キプリアヌス、ヒラリウス、アンブロシウス、アウグスティヌスなどが影響を与えている。
こういった神学の発展にともない教理論争が激しくなる。そのため、しばしば地方教会会議や普遍公会議が行われるようになった。
2世紀以後、マニ教の流入や、モンタノス派やアリウス派が起こり、教会内での意見の統一が難しくなった。とくに4世紀以降、キリストの位置付けをめぐる一連の神学論争が教会の分裂を招くまでになった。キリストの位置付けをめぐるアリウス派とアタナシウス派の論争は、暴力を伴う争いを招くまでに過激化していった。

### 皇帝の介入と正統信仰の誕生
キリスト教の教派間の暴力抗争を解決するため、ローマ皇帝コンスタンティヌスはニカイア公会議（325年）を開いた。なお、ローマ皇帝がキリスト教に介入したのはこのときが最初である。コンスタンティヌスは公会議の時点はキリスト教徒ではなかった（洗礼を受けたのは死の直前）。あくまでもローマ帝国の求心力低下の課題解決に図るためキリスト教の勢力を利用することがコンスタンティヌスの意図であった。
このニカイア公会議とその後の第1コンスタンティノポリス公会議（381年）の結果、アリウス派は異端とされ追放された。さらに皇帝テオドシウス2世により開かれたエフェソス公会議（431年）では、ネストリウス派も異端とされ追放された。
また、単性論と両性論の争いでは、一時は単性論が有利な様相を呈したが、最終的に皇帝マルキアヌスが開いたカルケドン公会議（451年）にて単性論が異端とされた。しかし、アルメニア、シリアやエジプトを中心に合性論（単性論の一種と見なされたが、自らは単性論ではないと主張）を支持する教会（非カルケドン派正教会）が多くあったため、各教会で対立主教が立つほどの分裂が生じた。
このように異端説を排除することにより、正統派のキリスト教は自らの教義を洗練させ確立していった。言い換えると異端との対比として、この時代に主流派の「正統」信仰が誕生したといえよう。

### 古代異教由来の事物の取り込みと一神教の変容
使徒パウロの活動拠点のアンティオキア教会では異邦人への柔軟な文化適合を重視していた。その影響で、その後のローマ帝国と辺境各地への布教でも、現地の異教の風習や祭礼がキリスト教的再解釈されて積極的に利用された。有名な例では、ローマ教会ではじめられたミトラ教由来の冬至の祭礼クリスマスがある。
さらに多神教世界に布教する際、キリスト教は他の宗教の神殿の場所に教会を建立することを奨励した。この結果、多く女神の神殿が聖母マリアに捧げられる教会に変えられた。そのような女神の例としてミネルウァ・イシスなどがある。時には異教の神像をそのまま流用することもあった。その例として、イシスとオシリスの像をマリアとイエスの聖母子像へ転用したことなどが指摘される。
禁令解除以後は弾圧の際の殉教者を積極的に称揚することが行われ、諸聖人の記念日や聖像（イコン）が使用されるようになった。
異教の多神教的世界観に慣れた古代人にはキリスト教の一神教的世界観を理解することが困難であるが、これらの一種多神教的な事物を内部に取り込むことは彼らへの布教を推進させる力となった。
また東ローマ帝国において、キリスト教の布教は帝国に親和的な環境を作ることにつながるため、東ローマ帝国皇帝は積極的に他民族への布教を後援した。

### 東方諸教会の成立
公会議による教義の確認は正統教義の確立を促したが、その一方で異端とされた教説の保持者が教会から分離することにもつながった。
異端とされた説には、消えていったものも多かったが、正統派の勢力が及んでいない地域で活路を見出したものや、自派の勢力の強いところで独自の発展を遂げたものもある。アリウス派は、最終的には消滅したものの、一時はゲルマニアを中心に布教し、それなりの期間にわたり勢力を保った。
現在残っているそのような教派に東方諸教会がある。431年のエフェソス公会議で異端宣告されたネストリウス派はペルシアを経て中央アジアへと勢力を広げた。更には唐代の中国にも三夷教の一つ景教として伝来した。景教は大秦寺が建立されるなど、唐代では栄えており、仏教の浄土信仰等に与えた影響も指摘されている。現代でも、イラクのアッシリア東方教会（ネストリウス派）およびその分枝であるインドのトマス派教会（マラバル派）に継承されている。また451年のカルケドン公会議で異端宣告されたキリスト単性論（自らは合性論であるとする）は、シリア・エジプト・アルメニアでは多数派として残り、イスラム教化する以前の東方では、数において他を圧していた。現在も合性論教会はシリア・エジプト・アルメニアに相当数の信者を持っており、またカトリック教会や正教会とも一定の交流を保っている。合性論教会とされる教派には、エジプトのコプト正教会や、その姉妹教会エチオピア正教会、シリアのシリア正教会（ヤコブ派）や、元小アジア（現在はコーカサス地方）のアルメニア使徒教会などがある。但し、これらの合性論教会は自らの教説を単性論と見なされることを拒否しており、特に正教会（ギリシャ正教）とこれらの教会の和解が急速に進展している。より中立的な呼び名としては「非カルケドン派正教会」がある。

## 中世
ローマ帝国の分裂後、東ローマ帝国領域内と西ローマ帝国領域内で、キリスト教はそれぞれ違った展開をみせる。この相違は政治的なものにとどまらず、両地域がそれぞれギリシア語圏とラテン語圏に分かれ、元来異なる文化圏に属したことに由来すると考えられよう。やがてコンスタンティノポリス総主教庁とローマ教皇庁は決定的に対立することとなり、1054年に正教会とローマ・カトリック教会に分裂する。一方、古代末期に成立した東方諸教会は、イスラム教勢力の拡張とともに、シリア・パレスチナ・エジプトでの勢力を失い、この地方でのキリスト教は少数派となってゆく。

### 教会組織の発達
東ローマ帝国において宗教上の最高決定権は皇帝の手に握られるようになったとされ、これは「皇帝教皇主義」であると解釈されてきたが、事実はそう単純ではない。確かに後代の西方教会の神聖ローマ皇帝よりも教会に対して東ローマ皇帝が強い影響力を発揮し得たのは事実であるが、法的には皇帝と教会の立場は同格であり、教義は第2ニカイア公会議（第七全地公会議、787年）までの公会議を尊重することが皇帝と教会に求められ、教義に手を触れる事は皇帝といえども許されなかった。
東西教会が教理上の問題で分裂したのちは、首都コンスタンティノポリスの総主教は「全地総主教」としての格式を持つようになり、他の東方三管区を指導することとなった。
西方ではフランク王国のピピン3世による土地の寄進以降、ローマ教皇庁が北イタリアに徐々に自前の領土と勢力圏を持つにいたった。こうして成立したのが教皇領である。また11世紀のグレゴリウス7世など一連の有能な教皇たちが現れ、弛緩していた教会の規律を正し、世俗領主たちに握られていた聖職叙任権を取り戻していくことで、カトリック教会の影響力を宗教面のみならず、世俗政治の世界においても強めることになった。王権を超える権威として西欧に影響力を強めるカトリック教会と、聖職叙任権や教会財産の問題をめぐって各地の権力者たちとの対立が起こるようになった。これが叙任権闘争である。

### 修道院の誕生と発達
修道制度の歴史は古代にまでさかのぼる。古代には洞窟や砂漠で1人修行し、隠者の生活を送るキリスト教徒たちがいたとされ、伝承では聖アントニウスがその始祖であるという。このような人々は独居し、他人と最低限の接触しか持たなかった。しかし、完全に一人で生きていくことには多くの困難が伴ったため、このような修道士たちが集団で暮らす制度が生まれた。これが修道制度の起源である。
ローマ帝国による迫害が終わり、信仰の自由が保障されると、キリスト教徒として、より禁欲的な生活を求めた人々もこの砂漠や人里はなれたところで求道的な生活を行うという運動に加わった。このような生活スタイルはやがてアイルランドにも伝わり、同地で盛んになった。アイルランドの修道者たちはイングランドやヨーロッパ本土に渡って、キリスト教の布教につとめた。
その後、ヨーロッパの東西で修道制度は異なった展開を示す。東方では、個人での信仰を重んじる修道士は時に対立し、組織化されない民衆のいわば代弁者として機能した。聖像破壊運動に対する聖像擁護などはその一例である。修道士はだんだんに発言権を増していき、高位聖職位を独占するに至る。帝国もまた修道士を保護し、アトス・メテオラなどの山岳地には大規模な修道院が発達した。
西欧的修道制度はヌルシアのベネディクトゥスが創始することになった。彼の生み出した修道制度の最大の特徴は、同じグループに属するすべての修道者たちが会憲・会則という形で同じ精神を共有することにある。こうして生まれたのがベネディクト会である。ベネディクトゥスにならい、同じ精神と生活スタイルを持った女性たちも集まり、女子修道院が生まれた。「祈り、働け」をモットーにしたベネディクト会は、信仰生活だけでなく労働を重視、荒れた土地を開墾し、農業技術やそれに伴う醸造・製造技術を発展させた。さらに修道院では写本製作によってギリシア・ローマ以来の古典がわずかながらも保存され、旅行者や病人への世話をおこない、ラテン語教育を施すことで中世を通じて文化的・社会的拠点となり、古代の優れた文化をわずかながらも保存し、後世に伝えた。ただし古代の優れた文化の保存と伝承は主としてイスラム世界によりなされた。またビザンティン世界がこれを補完したのであって、西方の修道会の活動はあってもわずかであり、むしろ西方の修道会はより多く古代文化の破壊者であったことも事実である。その後、ベネディクト会の確立したスタイルにならって多くの男女修道会が生まれていった。

### イスラムの台頭と聖像破壊運動
東地中海世界のキリスト教は新約聖書の頃にその起源を有するギリシア語典礼を保持するとともに、聖像崇敬を独自の仕方で発展させていった（この反動が聖像破壊運動となる）。当初は腰ほどの高さであった聖職者と一般信徒の間の区切り、イコノスタシスは、やがて教会の床から天井までをさえぎる壮麗な聖画の集まりへと発展し、その配列についての神学また聖像の描き方についての神学および技法上の進展がみられた。
一方、7世紀にイスラム教がアラビア半島で生まれ、急速に拡大してイスラム帝国を築いた。これは単性論論争で分裂していた東方教会にとって大きな痛手となった。7世紀前半にはシリア地方、パレスチナ、エジプトがイスラム帝国の版図となる。これらの地域の非カルケドン派正教会信者はコンスタンティノポリス中心とする東方教会の正統から抑圧されていたので、むしろイスラム帝国を解放者として歓迎した。イスラム帝国治下のキリスト教徒は、一定の人権を保障され、異端とされた諸派に関してはビザンティン帝国治下よりも安全な生活と信仰をも保障されたのである。
しかし同時に彼らはイスラーム世界における異教徒の隷属民（ズィンミー）としてムスリムの下位に置かれ、ハラージュ（地租）・ジズヤ（非改宗者に課せられる税）を徴収されるなど一定の差別と抑圧の元に置かれた。また、支配者によってはとりわけ厳しい迫害を行い、強制改宗を行ったこともあった。このためこの地方ではキリスト教徒が徐々にではあるがイスラム教に改宗していった。しかしこれはダマスカスのウマイヤモスクの建設時期に見られるように数世紀をかけたゆっくりとした変化であって、同じ土地にかつて存在した古典古代の神殿がキリスト教徒の破壊を受けたり、アレクサンドリアのムセイオンがキリスト教徒による略奪・虐殺にあったのに比べれば、比較的平和的であったとされる。
638年にはムスリムによりエルサレムが征服された。ウマル1世は征服後エルサレムに入り、エルサレムがイスラム共同体の管理に入ったことを宣言するとともに、エルサレム総主教ソフロニオスと会談して、聖地におけるキリスト教徒がイスラームに屈服しその優越性を認める限りに於いて、ズィンミーとして一定程度の人権を保障することを約束するウマル憲章を発布した。
この段落の主要参考文献：。
イスラム教徒からはキリスト教の聖像使用に対して批判があり、これに影響された東ローマ帝国の知識人の間に8世紀には聖像破壊主義がおこった。これは帝国を二分する争いとなり、さらに東ローマ皇帝が聖像破壊主義を支持したことにより、東ローマ帝国とローマ教皇の間に疎遠を生ずることにつながった。この時、東ローマ帝国で皇帝による聖像破壊に対して民衆・修道士達から猛烈な反対運動が起こり、致命者も出た。聖像擁護の論陣を張ったダマスコのヨハンネス（イオアン）は正教会に於いて現代も篤い崇敬の対象となっている。最終的に、第3コンスタンティノポリス公会議（680-681年）において聖像崇敬が教義として確立され、聖像破壊論争は終結した。

### 教会の東西分裂
この項の主要参考文献：。
イスラム帝国は、西方にも影響を及ぼした。ウマイヤ朝カリフのもとに大征服戦争を進め、北アフリカを経てイベリア半島を占領し、ピレネー山脈を越えて西ヨーロッパに迫った。このとき、既にアリウス派からアタナシウス派へと改宗し、西ヨーロッパの覇権と中央集権化を進めていたフランク王国の宮宰カール・マルテルが、トゥール・ポワティエ間の戦いにおいてイスラム教徒軍を撃退した（732年）。
その結果、西欧キリスト教世界という地政学的・宗教的な共通認識が強化された。東ローマ帝国で皇位の簒奪があり、皇帝の血統による継承が途絶えたことを機に、ローマ教皇レオ3世は西暦800年のクリスマスに、カール・マルテルの孫のフランク王カール1世を「ローマ皇帝」として戴冠した。このことと、その後のオットー1世の戴冠による神聖ローマ帝国の成立により、ローマ教皇は、東ローマ帝国の行政上の代理人としての立場から解放され、聖俗が緊密な関係で統治を分かち合うという、西ヨーロッパ独特の政治宗教体制が出現した。
一方、東ローマ帝国では皇帝による聖俗両方の支配が完成し、教会は「キリストに忠実なる支配者」「神の代理人」として統治する皇帝の下で国家宗教として発展を続けたとされる事があるが、法律上では皇帝と総主教は並立して一致協力するものと規程されており（これを正教会ではビザンティン・ハーモニーと称する）、総主教が皇帝権力の側に逆に介入するケースもあった事に見られる通り、様相はそう単純ではない。皇帝と言えど教義を決定する事は出来ず、教義決定は公会議に全てが由来していた。但し、ドイツにおける名目上の存在に留まった神聖ローマ皇帝に比べて、実質的な権力を維持し続けた東ローマ帝国皇帝が相対的に大きな影響力を教会に対して発揮するケースが多かったのは事実である。
9世紀以降、キュリロス・メトディオス兄弟などによって東ヨーロッパのスラヴ人への布教が進められ、10世紀には皇帝ニケフォロス2世フォカスの後援でアトス山の修道院共同体が成立した。なおアトス山のヒランダリウ修道院は14世紀を中心としたセルビアの後援に多くを負っており、アトス山は東ローマ帝国にとどまらない東方の正教会世界全体の修道の聖地として成長を続けた。
古代からローマ司教は自らの権威をペトロとパウロに由来するものとして、全教会における首位性を主張していた（『クレメンスの書簡』など）が、ローマ帝国が東西に分裂することで帝国西方の中心地としてローマの地位も高まっていった。西方ではラテン教父と呼ばれる一群の神学者たちがあらわれ、ギリシア語で生み出された神学を継承し、ラテン語によって高度な神学を展開したが、一方で後代になるほどにギリシア語を解さない西方神学者も増えていった。
こうしてギリシア語を使う東方との相違は政治・宗教の両面で深まっていった。ローマ教皇の教皇首位権を巡る解釈にも、東西教会の見解の相違は増すばかりであった。
こうして互いに独自の発展を遂げたローマの聖座とコンスタンティノポリス総主教座は、フィリオクェ問題やフォティオス問題など何度かの対立を経て、決定的に対立することとなり、1054年にはローマ教皇とコンスタンティノポリス総主教は互いを破門するに至った（大シスマ）。
この相互破門によって「聖なる一つの公の使徒の教会」はカトリック教会と正教会とに分裂することになったとされるが、これが本当に分裂を決定付けた事件であったかには疑問符も付く。第4回十字軍（1202-1204年）までは東西教会の分裂は確定してはいなかったというのが正教会側の解釈である。その後も西方では東方教会との再統合を求める声は根強く残り、公会議などで幾度か統合の道が模索されることになるが、第4回十字軍以降決定的に悪化した正教会側の反ローマカトリック感情により成功しなかった。
なお1054年の相互破門は、東方正教会とカトリック教会が1965年にその解除を宣言した。それにもかかわらず東西教会の合同が未だに成立していない事実は、東西両教会の分裂が1054年の事件だけで起きたものでは無い事を証明するものである。

### 十字軍と東方教会
この項の主要参考文献：。
西ローマ帝国滅亡後、ローマ教皇は東ローマ帝国の影響下に置かれたが、神聖ローマ帝国（フランク王国）が成立したことで、教皇は東ローマ帝国から政治的に独立するようになる。しかし、世俗権力の介入の問題は解決せず、聖職者の叙任権をめぐって神聖ローマ皇帝ハインリヒ4世と教皇グレゴリウス7世が争ったカノッサの屈辱で有名な叙任権闘争問題で神聖ローマ帝国の皇帝や君主との対立が生じた。この対立は第1ラテラン公会議におけるヴォルムス協約の承認により、世俗介入を否定する教皇側の勝利で解決する。またこの公会議によって十字軍が承認される。
11世紀にテュルク系イスラム王朝のセルジューク朝がパレスチナを占領した。小アジアの領土回復を望む東ローマ帝国の皇帝アレクシオス1世コムネノスは1095年、ローマ教皇に援軍を要請。これに答えた教皇ウルバヌス2世は同年、イスラム教徒の手からの「聖地奪回」を訴えた。これが一連の十字軍運動の始まりである。教皇はキリスト教徒の聖地巡礼がイスラム教徒によって阻害されていると考えていた。ウルバヌス2世はクレルモンでの教会会議の終わりに、十字軍への参加によって罪の償いが行われると宣言、諸侯への従軍を呼びかけた。フランスでは多くの諸侯がこの呼びかけに応じて立ち上がった。ドイツを支配していた神聖ローマ帝国と教皇庁との関係は当時、それほど良好ではなかったが、聖地奪回という呼びかけを聞いたドイツ諸侯も奮起し、従軍者が多く現れた。
こうしてドイツ・フランスの諸侯を中心とした第1回十字軍はエルサレムの占領に成功（エルサレム攻囲戦）。パレスチナとシリア地方を侵略して、エルサレム王国など十字軍国家とよばれる一群のキリスト教国家を建設した。このとき、正教会のエルサレム総主教は追放され、カトリック教会のエルサレム総大司教が立てられた。
十字軍将兵の従軍理由はしばしば領地や褒賞目当てだけであったかのように語られることが多いが、宗教的情熱も重要な動機の一つであった。ただ、一部の十字軍将兵により略奪や暴力、虐殺行為が行われたこともまた事実である。このような暴力の対象はイスラム教徒だけでなく、中東のギリシャ正教徒・シリア正教徒、ヨーロッパ在住のユダヤ人たちも含まれた。例えば十字軍の出発時、ドイツのヴォルムスで約800人が、マインツで約1000人が殺害された。エルサレム攻囲戦でもユダヤ人やアラブ人の非戦闘員を虐殺しており、エルサレム市民の犠牲者数は約7万人と伝えられる。
十字軍国家はその後イスラム教徒の巻き返しに会い、14世紀初めまでに全てが滅ぼされ、ヨーロッパ人は西アジアを追われた。最終的に十字軍の「聖地をキリスト教徒の手に」という目標は達成されなかった。一方、その過程で、聖地巡礼者を防衛する騎士修道会、イスラム教徒に伝道を行う托鉢修道会、捕虜交換と傷病者治療の救出修道会が誕生して、西欧キリスト教世界の文化的変革の触媒となった。そのひとつであるドミニコ会は、アラビア語文献の輸入と翻訳を通してアリストテレス哲学を再発見し、スコラ学を開花させた。
長きに渡った十字軍遠征への従軍によって騎士階級は疲弊没落し、西ヨーロッパにおいて封建領主の力が弱まり、農奴に対して貨幣地代の納入を認めた結果、富農、さらに独立自営農民の出現を促し、経済構造が変化した。また、封建領主の相対的地位低下によって、国王は中央集権化を有利に進め、ヨーロッパ絶対王政出現の端緒となった。
他方で東方教会にとって、十字軍ならびにそれに対抗するイスラム勢力の動きは甚大な影響を与えた。第4回十字軍により首都コンスタンティノポリスを占領（1203年 - 1261年）されてしまった東ローマ帝国は、その後もイスラム教徒の西方進出に伴って衰退し、1453年、最終的にオスマン帝国に滅ぼされた（詳細はコンスタンティノープルの陥落を参照）。
オスマン帝国はキリスト教徒の信仰の自由を認めたが、キリスト教徒は信仰の代償として貢納ならびにイェニチェリに子供を差し出すことを求められ、またオスマン帝国領内での神学教育や布教などの教会活動は著しく制約された。帝国の滅亡によりコンスタンティノポリス総主教が全正教会に及ぼしていた権威は揺らぎ、16世紀にはロシアにモスクワ総主教が誕生してロシア正教会が独立した。

### 中世の正教会における修道の隆盛
この項の主要参考文献：。

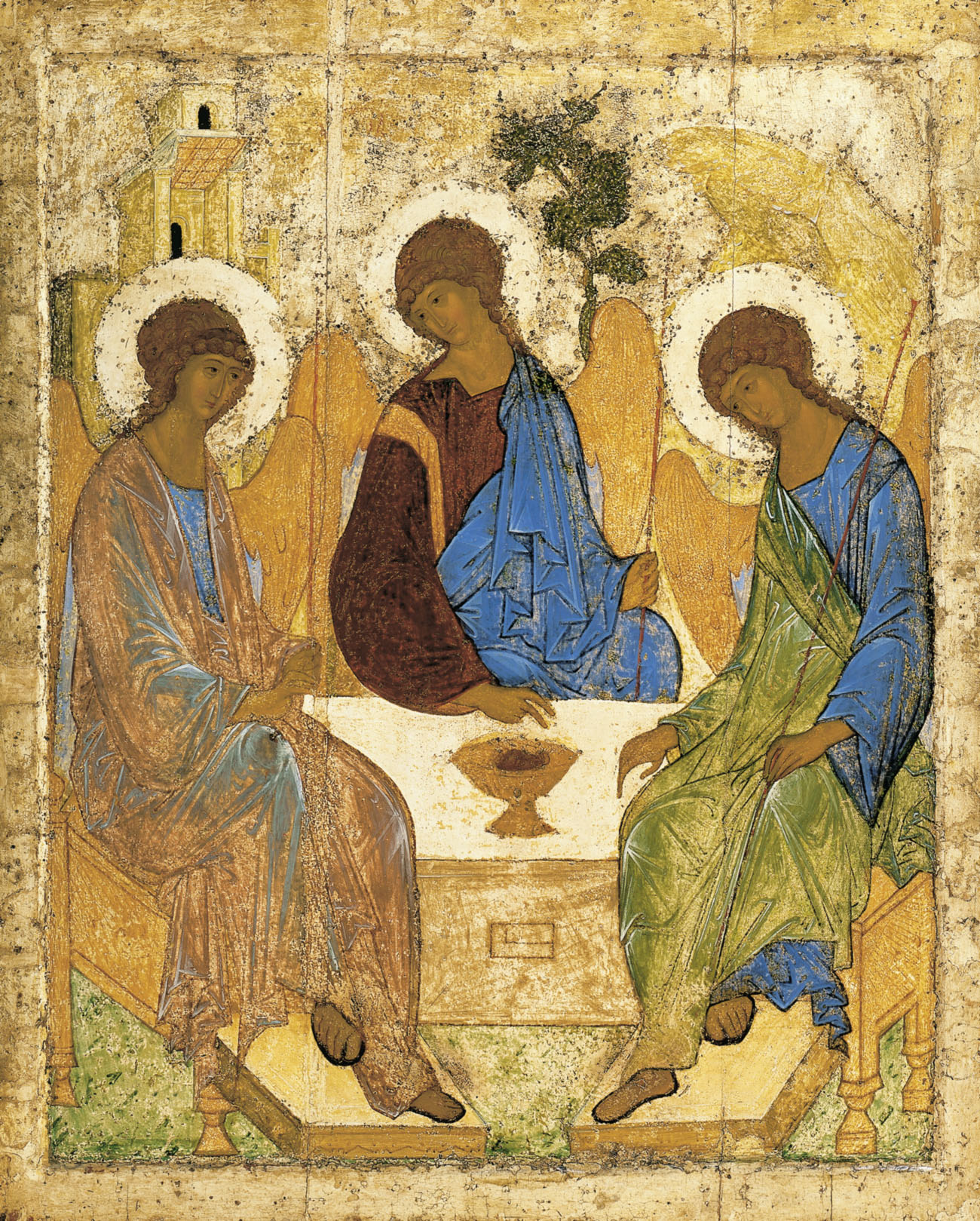
アンドレイ・ルブリョフによるイコン『至聖三者』

14・15世紀の東ローマ帝国は上記の通り世俗的には様々な憂き目にあっていたが、正教会には新たな修道精神の勃興が起きていた。東ローマ帝国のアトス山の修道院においては、静寂主義とも訳されるヘシュカスムが、グレゴリオス・パラマスにより14世紀に体系化が完成された（なおこの時、ヘシュカスムを巡ってグレゴリオス・パラマスと対立、論争したバルラアムは、論争に敗れ東ローマ帝国を追放されたのち、ローマカトリック教会に迎えられて司教となった）。
ルーシにもそれまで少なく無い数の修道院があったが、東ローマ帝国の静寂主義の影響と修道熱の高まりも受けて14・15世紀には特に修道運動が活発化し、荒野修道院運動が起こっていた。後にロシア正教会最大の修道院、至聖三者聖セルギイ大修道院に発展する修道院が、ラドネジの聖セルギイによって1345年に創始された。
14・15世紀の、東ローマ帝国およびルーシの修道士達の足跡は、後代、正教会全体に大きな影響を及ぼすものとなった。当時ルーシで活躍したイコン画家であり修道士でもあったアンドレイ・ルブリョフのイコン『至聖三者』は、正教会のみならずカトリック教会でも使用される事があり、この時代、キリスト教会全体に与えた正教会の精神的影響は無視出来ない。

### 信徒活動の展開と異端審問
10世紀以降、カトリック教会内に信徒活動という新しい形の運動が生まれた。その中には村落内の信心会のようなものから始まって、やがては周辺地域をまきこむ大規模な運動に進展したものもあった。それは一般信徒たちが初めて自発的に、真にキリスト教的な生活を目指した運動であった。その背景には、当時広く流布した終末思想や、妻帯（ニコライズム）や聖職売買（シモニア）などが横行していた聖職者たちへの批判がこめられていた。そのうち、11世紀に盛んになったカタリ派と12世紀に現れたヴァルド派は異端のレッテルを貼られて弾圧を受けることになる。ワルドー派は「リヨンの貧者」と名乗り、創始者ワルドーがイエスのような清貧の生活を目指して始めた信徒運動であった。彼らは自分たちで福音の精神を学んで説教を行い、信徒による説教の許可をもとめて第3ラテラン公会議に代表を送ったが認められず、やがて異端とされることになった。不思議なことに同じ時期に、同じ清貧の精神で人々に説教を行っていたある青年の活動は教皇のお墨付きを得ることになった。彼こそがアッシジのフランチェスコであり、これがフランシスコ会の起源である。同じ頃、やはり説教を使命とする一群の人々が現れ、教皇の認可を受けてドミニコ会が生まれた。
12世紀以降、西欧の王室や権力者たちは中央集権化を推し進め、その一環として地域に割拠する勢力の制圧を図った。このような行動はしばしば宗教的正当性の名目を借りて行われた。その代表的なものが南仏におけるアルビジョア十字軍の活動である。カトリック教会にとっても増え続けるカタリ派やワルドー派といった異端への対策が急務となっており、ここに世俗の王権との利害が一致した。こうして教皇庁が任命した審問官が各地に赴いて裁判を行い、世俗の権力がそれをひきとって処罰するという異端審問が盛んに行われるようになった。宗教界の権威者が裁き、世俗の支配者がこれを処罰するというシステムを共同で生み出したのは教皇グレゴリウス9世と皇帝フリードリヒ2世であった。この時期の異端審問を後のスペイン異端審問やローマでの異端審問と区別して「中世異端審問」という。
カタリ派とワルドー派の殲滅を目的に始められた異端審問は、同派が活発だった北イタリアと南フランスを中心に行われた。このシステムは欧州各地へ輸出されたが、北欧、ドイツ、イングランドなどではほとんど行われることはなかった。このように12世紀から13世紀にかけて行われた中世異端審問は後世の人々が想像していたほど大規模なものではなかったことが研究によって明らかになっている。例えばもっとも有名な異端審問官ベルナール・ギー（仏：Bernard Gui、羅：ベルナルドゥス・グイドーニス、Bernardus Guidonis）は16年にわたってその職についていたが、在職中に扱った多くの審問のうち、死刑を宣告したのは40件にすぎなかった。

### カトリック教会の混乱
叙任権闘争以降、カトリック教会の中で教皇権は世俗の王権を超越する権威であるという認識が強まった。教会法のエキスパートであり、政治家として有能だった教皇インノケンティウス3世は欧州諸王家とたくみに駆け引きし、名実ともに教皇権の優越性を示すことに成功した。
しかし、フランスやイングランドなどで王権が伸張すると、この教皇権の優越という概念をめぐって教皇庁と激しい争いが行われるようになった。具体的には教会財産の所有権の問題や聖職者裁判権、司教任命権などが争われた。この状況の中で教皇の顧問団であるはずの枢機卿会は出身（もしくは結びつきの強い）国家の利益の代弁者のようになっていき、互いに国益を優先して争うことで混乱し、教皇庁の権威を低下させていった。枢機卿団内の争いで優位にたったのはフランスだった。フィリップ4世は枢機卿団によって教皇庁をコントロールすることに成功、ついにはフランス出身の教皇クレメンス5世を出すに至った。王の意を受けた教皇はフランス以外の枢機卿団の反対を無視して教皇庁をフランスのアヴィニョンに移転。古代、ユダヤ人が強制的にバビロンへ移されたバビロン捕囚にならい、これは「アヴィニョン捕囚」であると非難された。
教皇庁がアヴィニョンに居座ったことでローマに残っていた枢機卿団は独自の教皇を立て、その正統性を主張するに至った。ここに2人の「正統」教皇が現れるという事態になった。事態を収拾しようとピサで開かれた教会会議は、ローマとアヴィニョンの2人の教皇の廃位を宣言して、新しい教皇ヨハネス23世を選出したが、2人が廃位を認めず、それぞれの支持者を集めたため、3人の教皇が立つという異常な事態になった。
このような前例のない混乱の中で、教皇の権威は低下し、聖職者たちの中に公会議こそが教会の至上決定権を持つべきであるという考え方が強まった。これが公会議主義である。その中心人物であった神学者ジャン・ジェルソンは神聖ローマ皇帝ジギスムントの後ろ盾を得て、3教皇問題の解決を狙ったコンスタンツ公会議の開催にこぎつけた。この背景には、教会政治に強い影響力を持ったフランス王へのジギスムントの対抗心もあった。
この公会議においてついに3人の教皇を退位させることに成功し、マルティヌス5世教皇を選出した。また、教会の抜本的な改革の必要も叫ばれており、コンスタンツ公会議も教会改革の実施を宣言して閉会した。しかし、コンスタンツ公会議の宣言した教会改革は結局行われず、公会議によって教会を変えていくという理想も失われていくことが結果的に宗教改革の伏線となっていく。

### 魔女狩りの発生と終焉
しばしば異端審問の一部として語られることが多い魔女狩りであるが、実際にはその時期・地域ともに異端審問と重なる部分がほとんどないことがわかっている。というのも異端審問が盛んに行われたのは12世紀から13世紀の南フランスおよび北イタリアであったが、魔女狩りは16世紀から17世紀にかけてドイツ、フランス、イングランド、スコットランドなどで起こっているからである。魔女狩りは本来、農民や一般市民の間で私刑のかたちで行われていたが、15世紀の終わりになって魔法を用いるものは悪魔と契約していると考えが広まったことで聖俗両権力者たちも迫害に乗り出すようになった。
魔女狩りが行われた理由や急速に衰退した理由については多くの説が提示されているが、確実とされるものはまだない。19世紀には金銭目的、あるいはひそかに生き残っていた古代宗教への弾圧といった説も出されたが、現在では受け入れられていない。魔女狩りはカトリック・プロテスタントを問わず行われたが、ヨーロッパ全域で長期にわたって起こったわけではなく、実際には特定の地域で、特定の時期に集中して発生したことがわかっている。また異端審問所が魔女狩りを推し進めたという言い方も不正確で、15世紀の終わりに設立されて16世紀に盛んに活動したスペイン異端審問では魔女は審議の対象にならず、同じく16世紀にローマに教皇庁直属の異端審問所が設けられたにもかかわらず、イタリアではほとんど魔女狩りは起こらなかった。
魔女狩りは中世というよりはむしろ近世初期に突如として沸騰した社会現象であった。かつて魔女狩りでは数百万人が虐殺されたといわれた時期もあったが、現代の歴史家たちの研究によって全期間を通じての犠牲者数は多くて四万人と見積もられている。

## 近世

### ルネサンス
西欧における近世のキリスト教史は激動の時代であった。東ローマ帝国滅亡の後、亡命したギリシア人学者が携えてきたギリシア語古写本や十字軍によってもたらされたギリシア語古写本は、西方にそれまで知られていなかった古代ギリシア思想を伝えた。これによってイタリアを中心にギリシア語古典の研究が盛んになり、その研究者たちは人文主義者と呼ばれるようになった。主にフィレンツェを中心に展開された新プラトン主義はキリスト教とその他諸々の宗教や哲学との融合を図り、新しい思想が生まれる土台となった。

### 宗教改革
かつてコンスタンツ公会議で宣言されたカトリック教会の「頭と体の改革」は結局行われず、教会の諸問題は解決されないままであった。16世紀初頭、ドイツでマルティン・ルターが贖宥状の問題を提起すると、神学的な問題から政治的な問題へと発展することになった。これが宗教改革の始まりとなる。宗教改革によってカトリック教会が唯一のキリスト教であった西欧はさまざまな教派に分かれていくことになる。ルターの訴えた教会改革はやがてドイツ諸侯の争いとからんで政治問題化、ルターは期せずして新しい教派を創始することになる。こうして「プロテスタント」と呼ばれる諸教会が生まれた。同じころフランスのジャン・カルヴァンも、二重予定説を唱え、長老制に基づく教会をたてて、ジュネーヴを拠点に宗教改革を指導した。
カトリック教会も決して手をこまねいていたわけではなかった。かつて「宗教改革に対して、カトリック教会は対抗改革を行った」と考えられていたが、カトリック教会における改革の動きはルター以前からみられることから「対抗改革」をより広い意味で「カトリック改革」と呼ぶこともある。いずれにせよ、カトリック教会内で弛緩した規律の矯正と信仰教義の再確認の動きが強まった。1545年に始まったトリエント公会議ではプロテスタントとの和解とカトリック教会の綱紀粛正を狙ったが、前者は達成されなかった。一連の改革の中で従来の修道会のスタイルにとらわれない新しい会がいくつも生まれた。特に有名なものはイグナチオ・ロヨラの率いたイエズス会であり、ヨーロッパ各地の再宣教と並行して、大航海時代に連動するようにアジア、アフリカ、アメリカへと多くの宣教師を送った。こうしてフランシスコ・ザビエルが1549年に鹿児島に到着、キリスト教が日本にももたらされることになった。イエズス会は日本や中国をはじめ、世界各地でその地域の文化や伝統を尊重する政策をとったため、多くの信徒を獲得することに成功した。
やがてカトリックとプロテスタントの対立は17世紀初頭にドイツ三十年戦争に発展する。これにより西ヨーロッパは荒廃し、その反省から、人格神、キリストの神性、奇跡を否定し、聖書を合理的に解釈しようとする「理神論」が知識階級に普及した。理性的な神が機械論的宇宙を創造したとする理神論は、近代科学の発展に世界観的前提を与えた。理神論の次の段階として、理性そのものを最高原理とした啓蒙主義は、普遍言語、普遍道徳、普遍原理を追求し、歴史を理性の発展または体現と捉える進歩主義やヘーゲル哲学に結実した。
北ドイツのルター派地域では、三十年戦争後に形骸化した宗教改革に対して、ドイツ敬虔主義が教会刷新を行った。回心運動であったドイツ敬虔主義は、聖書のテキストよりも、生きた宗教体験を最重要視した。この時期聖書への批判的研究が開始され、ハレ大学が高等批評の中心地となった。また宗教体験の分析研究は、自由主義神学やカント哲学の発展の前提となった。また宗派対立や、教会への権力の集中、および王権と教会権力の癒着などに伴う弊害に対する歴史的反省から、現代に続く政教分離原則が起こったのもこの時代である。
対抗改革は、東欧や東地中海地方にも影響を与えた。ローマ教皇庁は東方教会に統合を働きかけて、一部の教会からは合意を得るに至った。これらの教会では自らの伝統的な典礼を保持しながらもローマの教皇の権威を尊重する事となり、東方典礼カトリック教会と呼ばれるようになった。これらの働きかけの結果、古代5大総主教座のうちアンティオキア・エルサレム・アレクサンドリアには、あらたにカトリック教会の総司教座がおかれたが、これらはローマ教皇の傘下に入る形での東西教会の合同に反対する正教会・東方諸教会の総主教座と並立することになる。代表的な例としてブレスト合同があるが、このような東方典礼カトリック教会の存在と成立経緯は、正教会側からのカトリック教会への広範な不信感が醸成される要因の一つとなった。

### ピューリタン
イングランドでは、ヘンリー8世が離婚問題を機に、カトリック教会から国内の教会を独立させイングランド国教会とした（1534年）。これ以降、イングランドでは、国王の交代の度に宗教政策がプロテスタントとカトリックの間を揺れ動いたが、エリザベス1世の治世において「中道政策」（via media）が採られ、エリザベス朝ルネサンスが開花した。
これに対し、カルヴァンの影響を受けた改革派があくまで徹底的なプロテスタント改革を要求した。清教徒と呼ばれた彼らは政治的弾圧を受け、その一部は宗教的政治的理想の実現のために北アメリカに移民し、残りは国内で国教会から分離し、非国教諸派（長老派教会、改革派、バプテスト派、会衆派、クウェーカー派）を形成した。
清教徒は次のステュアート朝において清教徒革命を起こして王権を打倒し、一時的に共和国を樹立するが、結局王政復古する。しかし王権に対する議会の優位は決定的となり、名誉革命を経て「君臨するが統治しない」国王の下での議会政治という立憲君主制が確立して、その後の議会的重商主義、自由主義、産業革命、帝国主義に対応し得る政治環境を用意することとなる。

### 近世の正教会
ロシア正教会は国家によって保護され、ロシア帝国内で特権的な立場を得たと一般に考えられているが、反面、教会に対し国家の絶えざる干渉が行われ、時に教会の停滞さらには荒廃を招いた。イヴァン4世は、初期には信仰篤い君主として知られ、モスクワに聖ワシリイ大聖堂を建立したが、治世後半は圧政を行うようになり、暴力化した政策に反対したモスクワ府主教フィリップ2世を側近が殺害することを黙認した。また17世紀後半には、当時のモスクワ総主教ニーコンの奉神礼改革を拒否し、それ以前の祈祷様式を保持する古儀式派と呼ばれる分派も発生した。
さらに、ピョートル1世以降の、国家による教会への介入と統制は、正教会史上類をみない厳しいものとなった。ピョートル1世は西欧化政策を教会にも及ぼし、北欧のプロテスタント国の国教制度にならう統制制度を導入した。1700年にモスクワ総主教アドリアンが没すると、後任をおくことを禁じ、皇帝が直接任命する聖務会院をおいて、そのかわりとした。また1721年には総主教制を廃止し、聖務会院が教会と修道院を管理するとした。この体制はロシア革命が起こる1917年まで続いた。国家の介入は高位聖職者にもおよび、また修道院の閉鎖と財産の国有化が推し進められた。ドイツ出身のエカチェリーナ2世は、プロテスタントから正教に改宗したものの、教会への統制を厳しくした。この統制のもとで、ロシア教会は精神的に荒廃したとしばしばいわれる。この荒廃の時期は18世紀末まで続き、後述する『フィロカリア』の紹介を中心とした静寂主義が修道院を拠点に広まったことで、ロシア正教会の信仰生活は復興したといわれる。
一方、オスマン帝国はキリスト教の信仰の自由を認め、教会財産を尊重したが、教会の活動は布教を中心に制限され、信徒は庇護民としてイスラム教徒より社会的に劣った身分におかれた。また帝国領内での神学教育は禁止された。このため聖職者の養成のために、ローマなど西方に留学して神学を学ぶことが行われた。これは正教会のなかにカトリックの影響を強めることになった。

## 近代以降

### 北アメリカ
北アメリカでは、西ヨーロッパで弾圧を受けた非国教諸派が多数移民して自治共同体を設立し、アメリカ合衆国の成立において国教制度の否定と信教の自由を根幹とする「政教分離原則」を確立した。

#### リバイバル
カルヴィニストとウェスレアンのリバイバルは、第一次大覚醒と呼ばれ、北米で福音的な組合教会、長老派教会、バプテスト、そして新しいメソジスト教会の発展を見た。この働きが衰えた時、その反対者からキリスト教系の新宗教、異端の運動が現れた。

#### 大覚醒
ニューイングランドでは、非国教諸派を横断するかたちで、回心運動である大覚醒（Great Awakening）あるいは信仰復興（Revival）が起こった。1730年頃-1740年の第一次大覚醒は、アメリカ植民地における、プロテスタント最初の情熱的な大覚醒の波であり、伝統的な改革派の敬虔、礼拝、罪の個人的な深い自覚と、イエス・キリストによる贖いを強調した。歴史家のAhlstrom はそれを、「偉大な国際的なプロテスタントの大変革」、ドイツの敬虔主義、イングランドのメソジストの福音的リバイバルの一部としてとらえた。それは既存のキリスト教会の会員の霊性をリバイブさせた。また会衆派教会、オランダ改革派教会、ドイツ改革派教会、バプテスト、メソジストに影響を与えた。これにより、宗教体験を最重要視し、聖書を神のことばとして受け取り、啓蒙思想の理性と学問を軽視する傾向が、キリスト教諸教派に共通して見られた。しかし、大覚醒運動の指導者ジョナサン・エドワーズは神学を軽視せず、知性の領域でこの信仰体験を擁護した。敬虔主義は神学的には17世紀のプロテスタント正統主義と結びついた。個人の宗教体験が最重要視されたことから、プラグマティズムの母体となるニューイングランド経験主義や、ウィリアム・ジェイムズの『宗教的経験の諸相』に代表される宗教学が誕生した。大覚醒がイギリスに波及した結果、メソジスト派が生まれた。
また1800年代から第二次大覚醒が起こり、これを契機としてメソジスト教会からホーリネス運動やフリーメソジスト教会が誕生した。長老派ではカンバーランド長老教会が形成されたり、長老派から分離する形でディサイプルス教会が結成されたりした。第二次大覚醒（1800年-1830年代）は、第一次大覚醒より、教会の外の人に焦点をあて、個人的な深い救いの経験を強調し、リバイバル・ミーティングが開かれた。
1857年から始まった第三次大覚醒は、英語圏を中心に世界中に広まったことで特に最も知られている。合衆国中西部から南部では、野外のテントの集会で「聖霊のバプテスマ」や「神癒」の体験を得ようとするキャンプミーティングが数千ヶ所で開催され、熱狂的な礼拝やゴスペルソングの歌唱などが行われて、黒人教会の霊性（スピリチュアリティ）に対して決定的な影響を与えた。1904年には、異言を伴う聖霊のバプテスマを強調する信仰復興がロサンゼルスで始まり、北アメリカに急速に広まったのち、さらに、イギリスや北欧諸国にも及んで、新たにペンテコステ派が誕生した。このペンテコステ派はウェスレアンとホーリネス運動にルーツをもっている。ペンテコステ派は、カリスマ運動に受け継がれた。

### 西ヨーロッパ
遅れて近代化に着手したドイツとイタリアでは、近代化政策の過程でカトリック教会に厳しい締め付けが行われ、中世以来のカトリック教会の権益が大きく損なわれた。この危機の中でカトリック教会は保守色を強め、中世から近世にかけて議論の的となっていたいくつかの教義を、公式の教義として布告するに至る。また近代思想や進化論などの近代科学に対する敵対をあらわにし、教義に反するとされた書物を読むことを信者に禁じるため、たびたび禁書目録を発行した。
1864年に教皇ピウス9世は近代思想の中に生まれた啓蒙主義や自由主義、共産主義を排斥するため「誤謬表」（Syllabus Errorum、シラバス・エロラム）を回勅とともに公布した。1860年に国家統一を果たしたイタリアでは、国土中央部に広がっていた教皇領がローマ市周辺にまで狭められてしまう。このため、ピウス9世はイタリア国王と閣僚を破門した。1869年から1870年にかけて開催された第1バチカン公会議では教皇首位説と教皇不可謬説を公式教義として布告した。教皇権の強化に対して、カトリック教会内部のリベラル派から強い反発が起こり、同調できなかった司教区や教会は、カトリック教会から離脱するに至った（復古カトリック教会）。
しかし、19世紀後半から、英語圏諸国でカトリック信徒に対する政治的差別条項が順次廃止され、また、アイルランド大飢饉が原因でカトリック信徒のアイルランド人が世界各地、特に北アメリカに大量に移民したことにより、カトリック教会の教勢は拡大に転じた。

### 近代の正教会
この項の主要参考文献：。
1782年、ギリシアで聖歌集『フィロカリア』が出版された。アトス山の修道士ニコディム・アギオリト（聖山アトスのニコデモス）とコリント主教マカリー（マカリオス）の編纂したこの霊的文書集は、神秘思想である静寂主義に基づく教訓集であり、かつ正教会に伝わる数々の著述を編纂した精神的遺産の継承である。タイトルはギリシア語で「美を愛する」を意味し、ここでいう美とは神のことである。これは各国の言語に訳され、全正教会に広まり、停滞していた教会内で信仰の再興につながった。『フィロカリア』は現在でも正教会が共有する精神財として、世界各地の正教会で使われている（日本語への抄訳あり。また2006年より逐次全訳の刊行が行われている）。
フランス革命後のヨーロッパでの民族主義の高揚は、正教世界にもおよび、19世紀半ばからヨーロッパのオスマン帝国領内では独立運動が相次いだ。これは教会においては、オスマン帝国の統制下にあるコンスタンティノポリス教会の干渉を受けない、独立教会を志向する動きを生んだ。1833年にギリシャ正教会が独立教会を宣言したのにつづき（コンスタンティノポリスは1850年に承認）、セルビア正教会(1879年)、ルーマニア正教会（1885年）、ブルガリア正教会（1860年）が独立教会となった。
また19世紀半ばにはロシア正教会内に東方伝道への積極的な取り組みが生まれた。ロシア領となったシベリアやアラスカでの伝道が積極的になされた。シベリア中部の都市イルクーツクには大主教座と神学校がおかれ、シベリアにおける活動の拠点となった。イルクーツク近郊出身の神父イヴァン・ベニアミノフは、アリューシャン列島に妻とともに伝道した。ベニアミノフは文章語としてのアリュート語を確立した人物として知られている。伝道のため、文字をもたなかったアリュート語の正書法を確立し、はじめての文法書を出版し、アリュート人の協力者とともに聖書をはじめとする宗教文書を翻訳した。日本にも、19世紀半ばの開国後、はじめ在函館ロシア領事館付司祭として来日したニコライ・カサートキン司祭（のち大主教）により、日本ハリストス正教会が建てられた。

## 近現代におけるキリスト教の展開
宗教改革後の啓蒙時代に入ると、神による啓示を基礎に置いた従来のキリスト教のあり方に疑問が出されるようになる。人格神を否定する理神論から始まり、啓蒙期以降は神を論じることの無意味さを説いた不可知論、汎神論、あるいは無神論など、それまでのキリスト教神学に収まりきらない思想が展開される。そして、フランス革命などの市民革命によって西ヨーロッパ社会が大きく脱教会化され、民衆のキリスト教離れが進行した。マルクスは「宗教は、逆境に悩める者のため息であり（中略）、それは民衆の阿片である」とする共産主義を標榜し、原始キリスト教と同様の共有を理想に掲げ、キリスト教と競合する社会運動として現れる。キリスト教が社会に対してその影響力を大きく減じていくことになる中で、各宗派がいかに展開してきたかを以下に概観する。

### カトリック教会の展開
カトリック教会では宗教改革に対抗する形で組織強化が行われ（対抗改革）、イエズス会やフランシスコ会などが海外宣教などを積極的に展開した。しかし、世俗社会への影響力は近代を通じて確実に減じて行った。ローマ教皇領はナポレオン1世によって没収され、ウィーン会議で復活するものの普仏戦争で縮小し、1861年のイタリア王国の成立で消滅に至る。1929年のラテラノ条約でバチカン市国が成立しているが、これは象徴的な独立国家でしかない。
こうした傾向に危機感を抱き、ローマ教皇への権力集中を唱えるウルトラモンタニズムが勢いを増し、カトリック教会は反近代指向を強めていった。1846年には啓蒙主義、自由主義、共産主義を排斥するための「誤謬表」（sillabo、シッラボ）を公布し、教皇首位説と教皇不可謬説を公式教義とし、他教派に対して不寛容な態度を取り続けた。さらに第一次世界大戦以降イタリア、ドイツ、スペインなどのファシズムに妥協的態度を取り、特にスペイン内戦ではフランコ派に協力し、第二次世界大戦ではナチスのユダヤ人虐殺ほかの残虐行為を黙認したという批判もある。
しかし第二次世界大戦後、カトリック教会内部から大規模な改革の必要が叫ばれ、1960年代に至ってヨハネ23世の元で開会した第2バチカン公会議にて現代に生きるカトリック教会の方向性が定められた。その中ではプロテスタントや東方諸教会との対話であるエキュメニズムに加え、他宗教との対話の必要性も唱えられた。また科学と聖書学の尊重、各国語による典礼実施の推進、現代社会との連帯という方向性を確認した。この改革が規模と内容において16世紀の宗教改革にも匹敵することから、「第二の宗教改革」と呼ばれることもある。ガリレオ・ガリレイの宗教裁判の見直しと撤回（1992年）などに、こうしたカトリック教会の過去の過ちを認めて自ら正すという姿勢が見られる。
現在もカトリック教会は避妊や妊娠中絶を認めず、時代錯誤だと批判されることもある。また、司祭の独身制の堅持についても批判されており、特に近年の米国において、カトリック教会聖職者による性的幼児虐待が多数明るみに出たことで、その歪が批判されている。こうした影響もあり、西ヨーロッパでの教勢は低下し、主日（日曜日）のミサに参加する信者は少数派になっている。
中南米は、スペイン・ポルトガルの植民地であった関係上、カトリック教会の宣教がもっとも成功した地域であり、信者が減少しつつある現在でも比率は大変に高い。この地域では20世紀になって解放の神学と呼ばれる思想が起こった。これはキリスト教社会主義運動の一形態とみられており、民衆の中での社会運動の実践こそが福音そのものであるという立場を取る。その左翼的側面から中傷されることも多く、カトリック教会内でも拒否反応を示す聖職者も少なくない。
アジア地域でのカトリック教会の宣教が成功したのは、やはりスペインやポルトガルの植民地であったフィリピンと東ティモールであり、その他の地域のカトリック人口は少数派に留まった。例外は韓国であり、第2次世界大戦後プロテスタントと共に信徒数が急増している。中国においては、1949年に共産党政権が成立すると外国人司教は全て国外に退去し、1951年中国とバチカンは断交した。その後、中国はローマ教皇の任命する司教や司祭を一切認めず、政府公認の中国天主教愛国会のみをカトリック教会として扱うようになり、カトリック信徒を政府のコントロール下においた。だが政府に従わない地下教会が組織化されているとも見られており、この問題については今も中国とローマ教皇庁との間で政治交渉が続いている。

### プロテスタントの展開
プロテスタントではルター派がドイツ北部や北欧に広がり、それとは別にカルヴァンの影響を受けて改革派教会（カルヴァン主義）が大陸で展開した。そしてジョン・ノックスのスコットランドを経由した長老派教会はイギリスやアメリカにも広がった。また、イギリスではイングランド国教会（聖公会）が1534年にカトリック教会から分離しておりプロテスタントに分類されている。
またアメリカ合衆国では建国以来、信教の自由を保障したことと移民を広く受け入れてきたことからプロテスタント系諸教派が競い合って、多様なキリスト教信仰が展開している。教派を跨る形で大覚醒（Great Awakening）を代表とする信仰復興運動、再臨運動、異言を伴うペンテコステ運動などが起こり、これが新たな教派を形成し、ヨーロッパなどにも波及した。
さらにマックス・ヴェーバーの有名な学説『プロテスタンティズムの倫理と資本主義の精神』が指摘したように、ピューリタン（主に長老派信徒）の影響が強いイギリスとアメリカで資本主義が驚異的に発展する。そして、それらの富める国力とアメリカで勃興した信仰復興運動を背景にプロテスタントも19世紀頃から海外宣教に積極的に乗り出していくことになる。
ドイツに発した自由主義神学に対し、英国の福音主義同盟は1846年、9か条からなるプロテスタント福音主義信仰の基準を告白した。また20世紀初頭、アメリカ合衆国では自由主義神学の是非を巡ってプロテスタント教派（長老派教会、ルター派、メソジスト、聖公会）間で教義論争（メイチェン論争など）が行われ、自由主義神学（リベラリズム）を採用する主流各教派（メインライン）と、聖書の無誤無謬を主張した福音主義（ファンダメンタリズム＝根本主義など）とに教派が二分された。しばらくの間メインラインのリベラル派は多数派として政治的主導権を有していたがベトナム戦争が膠着化した1970年代頃のカウンターカルチャー（対抗文化運動）の興勢の中で影響を減じて世俗化し、信者は現在減少傾向にある。
その一方で福音派は、ビリー・グラハムに代表される大衆伝道者などによる大規模な伝道集会や聖会、テレビなどのメディアでの活動や、地域伝道、個人伝道により、多くの改宗者を獲得し、第四次大覚醒とも呼ばれている。またウェストミンスター神学校、ホィートン・カレッジ、フラー神学大学など神学教育機関を充実させ、福音派のクリスチャニティ・トゥディはキリスト教の代表的な雑誌となった。
1974年にはローザンヌ世界伝道会議が開催された。ここに世界中から福音主義プロテスタントが集ってローザンヌ誓約が結ばれ、福音主義信仰が確認された。福音派は大宣教命令から、海外宣教とりわけ東欧圏・アジア・アフリカなどでの活動にも熱心である。
アメリカにおいて1980年代以降は保守的キリスト教やキリスト教右派と呼ばれる勢力が政治的な影響力を持つようになった。彼らの多くは創造論を奉じて進化論を『聖書』と矛盾するものとして退ける。また福音派、キリスト教根本主義、キリスト教右派、カトリック教会、正教は、人工妊娠中絶の合法化をめぐる議論に中絶反対の立場から発言を行っている。
2009年、アメリカにおいて正教会、カトリック教会、福音派の指導者が共同でマンハッタン宣言を発表し、生命の神聖、結婚の尊厳、信教の自由を守るものがキリスト教の立場であることを示し、中絶、同性愛など性的罪を強制する勢力に対して、立ち向かうと表明した。
アメリカにおける近現代史の詳細についてはアメリカ合衆国の現代キリスト教も参照されたい。

### 正教会の展開
ここではロシア正教会と、ギリシャも含めたバルカン半島における正教会の、近現代史の一部概要のみを記す。
ピョートル大帝以降のロマノフ朝の西欧型近代化政策により、ロシア正教会は国家の保護に入ると共に国家の強力な統制を受ける事となった。1721年にはモスクワ総主教座が廃止される。このような統制下でも、18世紀後半にはアトス山から正教修道精神の復興が起きた事も影響し、ロシア正教会の修道精神はなお盛んであった。この頃の著名な修道士にサロフの聖セラフィムなどがいる。
西方教会の影響を脱し正教の伝統的な精神を復興する事が企図された、正教聖師父の信仰を伝える書『フィロカリア』が1792年に出版されると、1793年には教会スラヴ語に翻訳され、ロシア正教会の精神的な再生に寄与した。

ロシア・ボリシェヴィキによる教会財産の接収。 Ivan Vladimirov作。

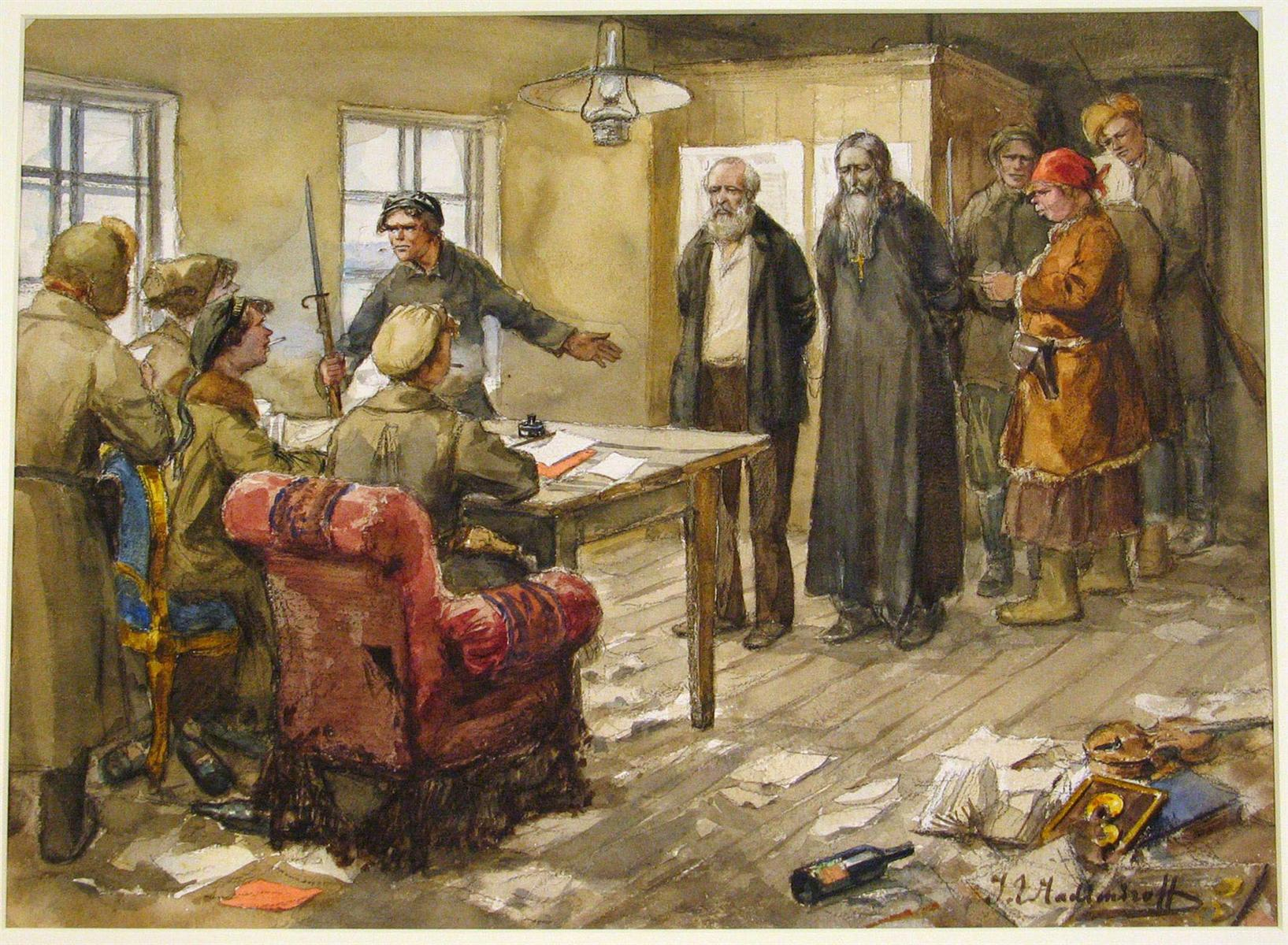
ロシア・革命派によって死刑を宣告される聖職者と地主。 Ivan Vladimirov作。

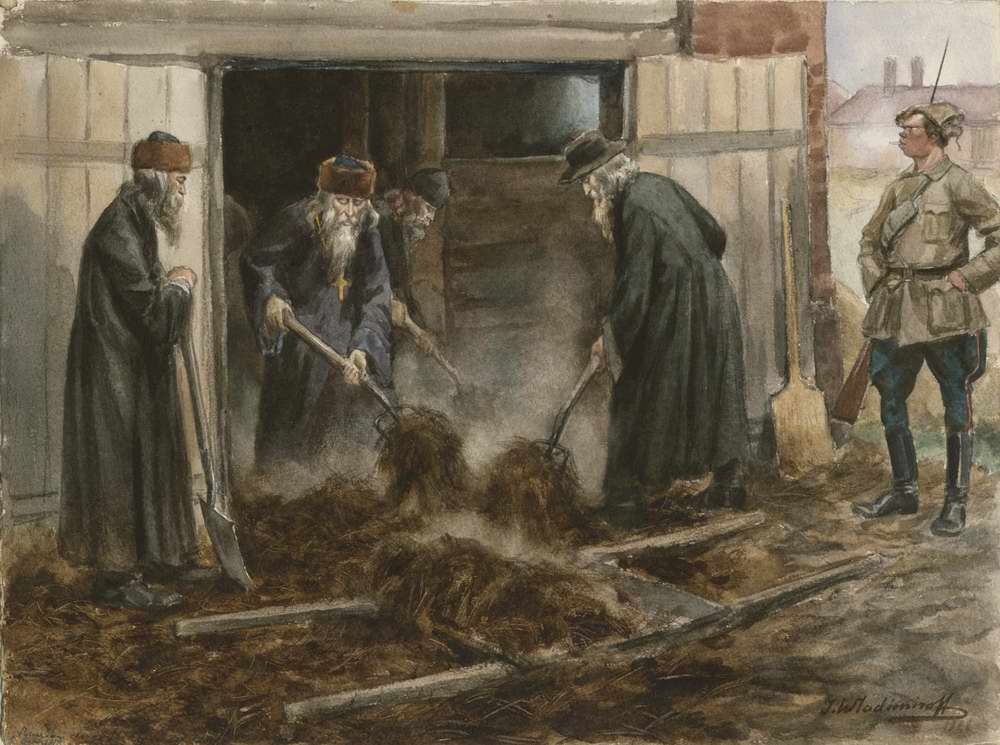
ロシア・ボリシェヴィキの命令で強制労働に従事する聖職者。 Ivan Vladimirov作。

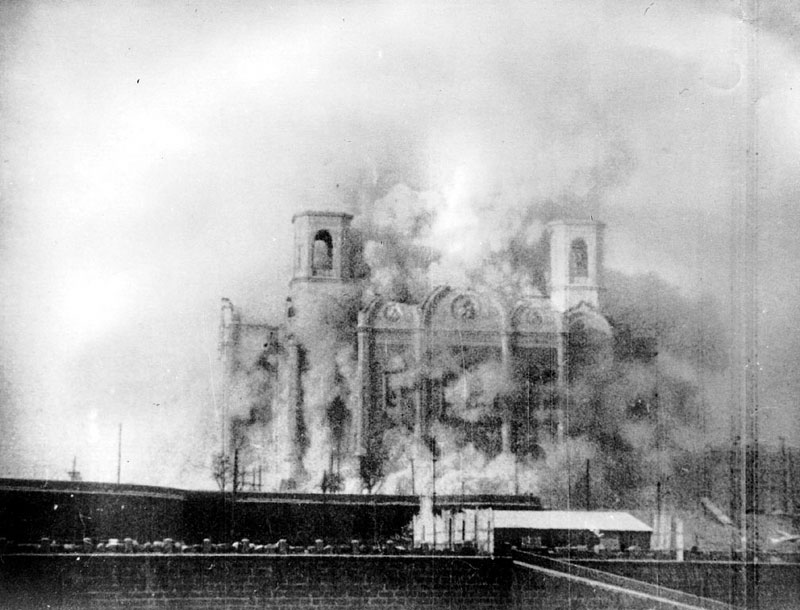
1931年、スターリンの命令によって爆破され、崩れゆく救世主ハリストス大聖堂

20世紀になると共産主義革命によってロシア正教は大きな打撃を受け厳しい状況を耐え忍ぶことになった。弾圧の程度は時期により強弱はあったものの、恒常的に教会は強力な弾圧の下にあった。聖堂外で司祭が祭服を着用して儀礼を行う事は許されず、墓地で正教会の司祭が埋葬の祈りを行う事すらも禁じられていた。それでもロシア正教会は一定の存在力を示し続け、1961年には世界教会協議会に加入した。ソビエト連邦の崩壊後は、急速に勢力を回復している。
オスマン帝国の支配下にあった地域にあった正教会はコンスタンディヌーポリ総主教庁の管轄下にあったが、1830年にギリシャが王国として独立した事に伴い、ギリシャ正教会はコンスタンディヌーポリ総主教庁から1850年にアテネ大主教を首座とする独立教会としての地位の承認を得た。オスマン帝国の支配下にあったバルカン半島地域がナショナリズムの勃興によって独立国家群を形成していくなか、紆余曲折を経つつ、ブルガリア正教会、ルーマニア正教会、セルビア正教会などが独立教会としての組織を整えていく事になった。これらの教会もバルカン半島における共産主義政権のもとで辛酸をなめた事、共産主義政権の崩壊後に復活を遂げつつあることはロシア正教会と同様である。
現在、正教会には9つの総主教座がある。その中ではロシア正教会が最大の信徒数を抱えており、教会に通う信徒数が3000万 - 4000万人、洗礼を受けた信徒数は約1億人ともされる。このほかの総主教座ではルーマニア正教会の1500万人、セルビア正教会（地域としては旧ユーゴスラビア圏内等）の800万人、ブルガリア正教会の600万人なども抱え、地盤の深さを示している。

### 東方諸教会の展開
エフェソスおよびカルケドン公会議が異端として排斥したいわゆる東方諸教会の信徒数は必ずしも多くない。しかし、いくつかの地域ではその地域での最も信徒数の多いキリスト教教派でありつづけている。地域宗教の色彩が濃い東方諸教会ではあるが、19世紀以降、アメリカ合衆国やオーストラリアといった移民の多い国では、移民によって教会が立てられ、信徒の分布は広がりをみせている。

### エキュメニズムへの取り組み
プロテスタントは、1910年にエディンバラで世界キリスト教会議を開催し、カトリック教会と正教会の代表に加えて、非キリスト教の諸宗教の代表も招き、教会の対話と一致を協議した。その結果、1948年には世界教会協議会（WCC）が誕生し、エキュメニカル運動（教会一致運動）が推進された。プロテスタント諸教会は洗礼・聖餐・職制（叙階）において一致するために「リマ文書」を作成し、それを用いて諸教会の合同礼拝を行っている。また、各国でプロテスタント諸教派による合同教会（United Church）が誕生している（ただし、その要因は主流派諸教会の信徒数減少による）。
カトリック教会では1962年から1965年まで開催された第2バチカン公会議において、エキュメニズムへの取り組みを本格化させた。プロテスタント諸派とは相互聖餐の関係樹立を目指して、教派別に神学的作業が進められている。1990年代には、カトリック教会とルーテル教会の間において、16世紀の宗教改革の最大の争点となった「信仰義認」の教義について、現在の両教会の見解の間には本質的相違が存在しないことが確認されているが、全教会規模での相互聖餐には至っていない。また、聖公会とカトリック教会の間にも、相互倍餐の関係を模索する動きがあるが、秘跡論の違いに加え、カトリック教会が同性愛者を否定しているのに対し、聖公会が同性愛者および女性を司祭や主教（司教）に叙階していることが、両教会の完全な合同に対する越えがたい障害となっている。
また、近世以降カトリック教会は、ローマ教皇の首位権を認めることを条件に、東方典礼という形で東方教会の一部を取り込んできた（東方典礼カトリック教会）。しかし20世紀において、将来の一致を目標としつつ、現状においては東方教会のそれぞれの教派を独自性をもつ教会として扱うに至った。現在のカトリック教会は、すべての東方教会の信徒に、止むを得ない場合という留保つきではあるが、聖体拝領を認めている。ただし、こうしたカトリック教会のいうエキュメニズムは単に他教派のローマ帰一を最終的な目標とするもの（カトリック・エキュメニズム）であり、相互の教理理解に必ずしも基づかないとの警戒も他教派には存在する。
東方諸教会と、かつての正統教会の後裔であるカトリック教会と正教会、またプロテスタント教会との間の対話も活発化している。正教会と非カルケドン派教会は第2次大戦後、おもに中東地区で対話をすすめ、20世紀末には正教会とシリア正教会が教義についての合意を正式に文書で確認し合うに至った。その文書では、キリスト論などの教義の違いは神学的相違というよりはむしろその表現の相違であり、根底において教義を共有し合っていることを認めた。ただし教会としての全面的な一致には至っていないため、教会の方針としては完全な相互領聖には至っていない。
非カルケドン派教会のひとつ、エジプトのコプト正教会は世界教会評議会での熱心な活動で知られ、特にアフリカ地区での他教会との交流に力を入れている。これは他の教会での礼拝への陪席などを含んでいる。